# La donna è mobile (film 1922)
La donna è mobile (Forsaking All Others) è un film del 1922, diretto da Émile Chautard.

## Trama
La signora Newell non vuole che suo figlio Oliver continui una relazione con Penelope Mason e, allora, lo porta via, in una località dove il giovanotto diventerà però una facile preda per Enid Morton, una signora sposata. Penelope corre in suo soccorso, chiamata dalla signora Newell che non sa come sottrarre altrimenti il figlio dalle grinfie di Enid e dai sospetti del marito di questa.

## Produzione
Il film fu prodotto dall'Universal Film Manufacturing Company.

## Distribuzione
Distribuito dall'Universal Film Manufacturing Company, il film - presentato da Carl Laemmle - uscì nelle sale cinematografiche statunitensi il 10 dicembre 1922.